# Gridley (Californië)
Gridley is een plaats in Butte County in Californië in de VS.

## Geografie
De totale oppervlakte bedraagt 4,1 km² (1,6 mijl²) wat allemaal land is.

## Demografie
Volgens de census van 2000 bedroeg de bevolkingsdichtheid 1323,6/km² (3427,6/mijl²) en bedroeg het totale bevolkingsaantal 5382 dat bestond uit:
- 66,57% blanken
- 0,32% zwarten of Afrikaanse Amerikanen
- 1,54% inheemse Amerikanen
- 3,47% Aziaten
- 0,02% mensen afkomstig van eilanden in de Grote Oceaan
- 24,06% andere
- 4,01% twee of meer rassen
- 38,63% Spaans of Latino

Er waren 1841 gezinnen en 1266 families in Gridley. De gemiddelde gezinsgrootte bedroeg 2,86.

## Plaatsen in de nabije omgeving
De onderstaande figuur toont nabijgelegen plaatsen in een straal van 24 km rond Gridley.